# Jean de Beaucaire
Jean III de Beaucaire, né vers 1505 à Vernusse, dans l'Allier et décédé vers 1578 était un noble français. 

## Biographie
Jean de Beaucaire était seigneur de Puyguillon, baron de la Forêt-Saint-Meyrand et grand sénéchal du Poitou en 1559, chevalier de l’ordre du roi et premier maître d’hôtel de la reine.
Il a épousé le 4 avril 1527, à Saint-Révérien, dans la Nièvre, Guyonne de Breuil, fille d'Henri Lyonnet de Breuil.
Ils eurent deux filles :
- Charlotte de Beaucaire (†/1628), dame de Puyguillon mariée en mai 1564 avec Gaspard d'Alègre (†/1610), seigneur de Viverols[5].
- Marie de Beaucaire (1535-1613), princesse de Martigues par son mariage en 1556 avec Sébastien de Luxembourg[6].

Jean III de Beaucaire est le frère de François de Beaucaire de Péguillon.
Des vestiges de son gisant sont visibles en l'église Saint-Martin de Vernusse.